# Martin Hawkins
Martin William Hawkins (Svezia, 20 febbraio 1888 – Portland, 27 ottobre 1959) è stato un ostacolista statunitense, specializzato nei 110 metri ostacoli.
Nel 1912 prese parte ai Giochi olimpici di Stoccolma, dove vinse la medaglia di bronzo nei 110 metri ostacoli.

## Palmarès
| Anno | Manifestazione  | Sede      | Evento             | Risultato | Prestazione | Note |
| ---- | --------------- | --------- | ------------------ | --------- | ----------- | ---- |
| 1912 | Giochi olimpici | Stoccolma | 110 metri ostacoli | Bronzo    | 15"3        |      |